# درواه شمو
 دَرواه شُمو  نام دره‌ای است در شمال کوخرد، این دره در ۲ کیلومتری شمال دهستان کوخرد و از توابع بخش کوخرد شهرستان بستک و در غرب استان هرمزگان در جنوب ایران واقع می‌باشد.
«درواه» در گویش لارستانی و به ویژه کوخِردی در جنوب ایران به پدیده‌های طبیعی دره‌مانندی که بیشتر نقش مسیل را دارد «دَرواه» می‌گویند. درواه (دره) یا وادی: گشادگی میان دو کوه که شامل زمینی است دراز. کشیده که غالباً رودی در آن جریان دارد ویا معبر سیل است.
 درواه شمو  از سَرگرد کوه ناخ شروع می‌یابد.

## آبخیز دره شمو
در قله این کوه چُک بلندی وجود دارد که بنام «چُک تُرُه» معروف است دقیقاً از پائین این چُک «درواه شمو» آغاز می‌شود. این دره بزرگ و دراز بطول تقریبی ۲۵ تا ۳۰ کیلومتر ابتداء از بن کوه ناخ «شمال کوخرد» و از «سَرگرد گری زامردان» 
سرازیر می‌شود از سمت مغرب «تنگیرد» و به طول مایل وپر پیچ وخم از دامنهٔ کوهستان می‌گذرد و از منطقه درازو عبور می‌کند و در مغرب «شلگیر جاوید» به رودخانه مهران می‌ریزد.

## مسیر دره شمو
بعد عبور درواه شمو از «گری زامردان» به گری «سنگ بُندبنِ» می‌رسد، پس از گذر از سنگ بُندبنِ یک چشمه کوچکی و گریوه تنگی وجود دارد که بنام «گری چَپان» معروف است می‌رسد.
پس از عبور از گری چَپان به پُشت پر دراخی و سَرگرد تنگه شُمو وارد تنگه شمو می‌شود، درواه در مسیر خود ادامه می‌یاید تا اینکه به سد شمو می‌ریزد.

## دره شمو و خرابی کوخرد
سیل «درواه شمو» چهار بار کوخرد را خراب کرده‌است.
- اولین بار که سیبه «کوخرد» توسط سیل دره شمو ویران شده‌است در سال ۸۱۵ میلادی برابر با سال ۱۹۲ هجری قمری بوده که هنوز اسلام وارد سیبه نشده بوده‌است. در آن زمان سیبه کوخرد زرتشتی‌نشین بوده‌است و در آن دوران کوخرد بنام سیبه معروف بوده‌است.[۲]
- بار دوم هنگامی بوده که کوخرد محله‌ای مشهوری بنام «محله بنجرون» داشته و در آن هنگام مسجدی بوده که آن را روی خرابه‌های «معبد سیبه» بنا نهاده بودند و در اثر شدت سیل مسجد کاملاً ویران می‌شود، ومحله سیبه قدیم تماماً باخاک یکسان می‌شود، روایت است که سیل به اندازه‌ای شدید بوده‌است که بچه را با گهواره اش از بالای ستون چاه عالی پرتاب می‌کرده‌است.[۲]
- اما بار سوم در حدود ۵۹ سال پیش بوده، در روز چهارشنبه ۱۰ محرم سال ۱۳۶۷ هجری قمری و در اثر باران پی در پی سیل شدیدی در دره شمو جاری می‌شود محله قبله ومحله شمال وقسمتی از محله قبله که ۲۰ باب خانه مسکونی داشت کاملاً ویران می‌شود که اکنون آثاری از آن‌ها برجای مانده‌است وبنام «پَرَکن» معروف است.[۳]

تمام مردم کوخرد خانه‌هاشان را ترک می‌کنند و به «مسجد جامع قبله» پناه می‌برند، چون قرص مسجد در حدود ۳ متر از سطح زمین بلندتر بود و از ورود آب در امان بود.
این سیل ویران‌کننده این قدر روی مردم کوخرد تأثیر داشته بوده که کسانی که در همان سال تولد شده بودند بعدها مردم سال تولد آنان بانام سیل یاد می‌کردند، وقتی صحبتی از سن وسال پیش می‌آمد مثلاً می‌گفتند فلان کس سال «اَوِ گُوتُو» تولد شده‌است. و (گوتو به گویش کوخردی یعنی بزرگ) یعنی سال آب بزرگ یعنی فلان کس سالی که سیل آمد تولد شده‌است.
حالا که ۵۹ سال از این حادثه می‌گذرد هنوز در ذهن پیر مردها و پیر زن‌ها این سیل ویران کنند باقی‌مانده و است و این سال بنام «سال او گوتو» نزد مردم معروف است. 
- بار چهارم در سال‌های ۱۳۵۹ یا ۱۳۶۰ خورشیدی نیز در اثر جریان سیل شدید دره شمو قسمتی از خانه‌های دهستان کوخرد خراب می‌شود که باکمک اهالی ومردمان خیر مرمت می‌گردیده‌است، ولی تلفات جانی نداده‌است.

در سال ۱۹۸۶ میلادی اهالی کوخرد و با کمک اهل خیر سدی در دهانه دره شمو ساختند که جلوگیری از آب کند و دهستان کوخرد درامان باشد، و همچنین از آب سد نیز برای کشتزارها استفاده نمایند.

## فهرست منابع و مآخذ
- محمدیان، کوخردی، محمد،  « شهرستان بستک و بخش کوخرد » ، ج1. چاپ اول، دبی: سال انتشار ۲۰۰5 میلادی.
- نگاره‌ها از: عبدالغفار علیرضائی و محمد محمدیان.
- الکوخردی، محمد، بن یوسف، (کُوخِرد حَاضِرَة اِسلامِیةَ عَلی ضِفافِ نَهر مِهران Kookherd، an Islamic District on the bank of Mehran River) الطبعة الثالثة، دبی: سنة ۱۹۹۷ للمیلاد.
- محمدیان، کوخردی، محمد،  (شهرستان بستک و بخش کوخرد) ، ج۱. چاپ اول، دبی: سال انتشار ۲۰۰۵ میلادی.